# Fußballverein
Ein Fußballverein, Fußballklub oder Fußballclub ist ein Sportverein, der Vereinsmannschaften für den Fußballsport aufstellt. Die Grundsätze für Sportvereine gelten auch für Fußballvereine: Gemeinnützigkeit, sportliche Fairness und die Anerkennung der Regeln des Sports. Im Profifußball spielen allerdings oftmals keine Vereine mehr, sondern Kapitalgesellschaften, d. h. die in Kapitalgesellschaften ausgegliederten Fußballabteilungen der jeweiligen Sportvereine. 
Der Name eines Fußballvereins setzt sich zumeist aus einer Abkürzung (z. B. FC), einem Namensrelikt (z. B. Fortuna) und dem Ortsnamen oder dem Namen des Stadtteils, in dem der Verein ansässig ist, zusammen. In der Berichterstattung ist es auch üblich, dass ein Städtename auch als Synonym für den Fußballverein benutzt wird (z. B. Stuttgart für den VfB Stuttgart oder Hamburg für den Hamburger SV).
Fußballvereine sind in der Regel in Verbänden organisiert und bestreiten für verschiedene Altersklassen in Ligen und Pokalserien sportliche Wettbewerbe.
In Deutschland waren Anfang 2023 insgesamt 2,2 Millionen Kinder und Jugendliche Mitglied in einem Fußballverein.

## Fußballclubs in der DDR
In der DDR bezeichnete der Begriff Fußballclub ab Mitte der 1960er Jahre die Zentren des Fußballleistungssports. Der fußballerische Breitensport fand ab Ende der 1940er Jahre zum Großteil in von Trägerbetrieben unterstützten Betriebssportgemeinschaften (BSG) statt oder in Sportgemeinschaften, die von staatlichen Organisationen wie NVA oder Volkspolizei getragen wurden. Fußballmannschaften ohne Trägerbetrieb gab es dagegen nur in der Anfangszeit. Als eine der letzten trägerlosen Sportgemeinschaften fusionierte die SG Lichtenberg 47 im Jahr 1969 mit der Ost-Berliner Betriebssportgemeinschaft des Elektroprojekt und Anlagenbau (EAB) zur BSG EAB Lichtenberg 47. Vereine waren im DDR-Sport nicht zugelassen.

## International
Die Rechtsform der Organisation, innerhalb derer insbesondere in Wettbewerben antretende Fußballmannschaften verankert sind, unterscheidet sich von Land zu Land, oftmals sind und waren auch historisch nie Vereine im rechtlichen Sinne hier der Rahmen. Dennoch hat sich der Ausdruck „Verein“ oder „Klub“ unabhängig von der Rechtsform im Sprachgebrauch etabliert. Somit werden beispielsweise auch die Rahmen stiftenden Organisationen bei Mannschaften, die bspw. wie Manchester United zu einer seit anbeginn in Privatbesitz und später börsennotierten Kapitalgesellschaft gehören, als Verein bezeichnet.

## Geschichtliches
Der älteste von der FIFA anerkannte Fußballverein der Welt ist der am 24. Oktober 1857 gegründete FC Sheffield. Indes wurde in Deutschland gut 30 Jahre später der erste und noch bestehende Fußballverein BFC Germania 1888 in Tempelhof gegründet.